# Yūji Kishioku
Yūji Kishioku (jap. 岸奥 裕二, Kishioku Yūji; * 2. April 1954 in Muroran, Hokkaidō) ist ein ehemaliger japanischer Fußballspieler.

## Nationalmannschaft
1979 debütierte Kishioku für die japanische Fußballnationalmannschaft. Kishioku bestritt 10 Länderspiele und erzielte dabei zwei Tore.